# Marcelo Bonevardi
 (juillet 2019).
Si vous disposez d'ouvrages ou d'articles de référence ou si vous connaissez des sites web de qualité traitant du thème abordé ici, merci de compléter l'article en donnant les références utiles à sa vérifiabilité et en les liant à la section « Notes et références ».
Marcelo Bonevardi (1929-1994) est un artiste d’avant-garde latino-américain connu pour ses œuvres en techniques mixtes.

## Biographie
Originaire d'Argentine, Bonevardi passe la plus grande partie de sa carrière à New York, où il a assimile des pratiques et des influences d'avant-garde telles que l'abstraction et le primitivisme, les utilisant pour inventer un langage pictural et symbolique permettant d'exprimer sa profonde spiritualité. affinité pour le mythe et le rituel. Bonevardi est surtout connu pour ses toiles aux formes, faisant souvent appel à des techniques mixtes, qui combinent des éléments de peinture et de sculpture, reflétant ainsi sa formation initiale et son intérêt pour l’architecture tout au long de sa vie. Bonevardi a reçu de nombreuses distinctions au cours de sa vie, notamment le Prix international à la Xe Biennale de São Paulo, le premier prix de l'installation permanente Dix artistes argentins aux Nations unies et le prix Platinum de la Fondation Konex.
Les œuvres de Bonevardi sont collectionnées par de nombreux grands musées d'Amérique du Nord et d'Amérique latine, notamment le Museum of Modern Art et le Guggenheim Museum de New York, le Musée national des beaux-arts du Québec, le Museo Nacional de Bellas Artes et le Museo de Arte Moderno à Buenos Aires, le Musée d'Art contemporain de l'université de São Paulo et le Museo Rufino Tamayo à Mexico.